# 圣维克托蒙维亚内
圣维克托蒙维亚内（法語：Saint-Victor-Montvianeix，法語發音：[sɛ̃ viktɔʁ mɔ̃vjanɛ]）是法国多姆山省的一个市镇，位于该省东北部，属于蒂耶尔区。

## 地理
圣维克托蒙维亚内（45°56'24"N, 3°36'14"E）面积45.18 平方千米，位于法国奥弗涅-罗讷-阿尔卑斯大区多姆山省，该省份为法国中南部省份，北起阿列省接壤，东临卢瓦尔省，南至上盧瓦爾省和康塔爾省，西接科雷兹省和克勒兹省。
与圣维克托蒙维亚内接壤的市镇（或旧市镇、城区）包括：拉吉耶尔米、拉瓦讷、沙泰尔东、拉绍、帕拉迪克、帕利耶尔、皮纪尧姆、迪罗勒河畔圣雷米。

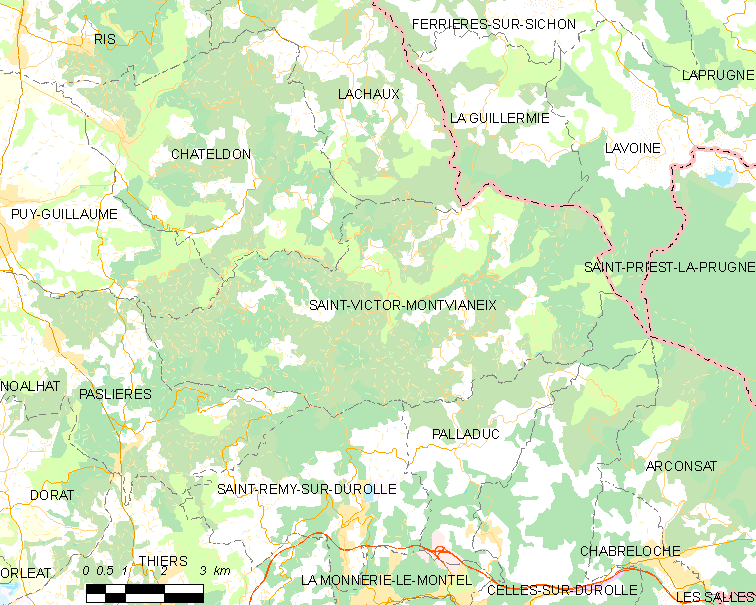
圣维克托蒙维亚内的OSM定位图

圣维克托蒙维亚内的时区为UTC+01:00、UTC+02:00（夏令时）。

## 行政
圣维克托蒙维亚内的邮政编码为63550，INSEE市镇编码为63402。

## 政治
圣维克托蒙维亚内所属的省级选区为蒂耶尔县。

## 人口

1962-2008年间圣维克托蒙维亚内人口变化图示

圣维克托蒙维亚内于2022年1月1日时的人口数量为264人。